# 제12회 이주민 영화제
제12회 이주민 영화제는 2018년 10월 12일에 열린 시상식이다.

## 수상 및 후보

### 상영작
- 아무한테도 말하지마 - 미카엘라 슈어
- 더 러빙 벨린다 프로젝트 - 제인 진 카이젠
- 헤어 왓치 - 킴수 타일러
- 어라이벌: 어 쇼트 필름 바이 알렉스 명 - 알렉스 명
- 어답션 - 기무라 별-나탈리 르모인
- 저니 투비 컨티뉴드 - 이와이 시게아키
- 바다에서 소년에게 - 김규식
- 후드 - 진슈
- 노웨어 맨 - 김정근
- 운명을 찾아서 - 버즈러 꾸마르 라이
- 꿈, 떠나다 - 섹 알마문
- 아직도, 우리는 이주노동자다 - 최종만
- 바네사 - 전혜진
- 숨비소리 - 채리라
- 홀리워킹데이 - 이희원